# Métro de Yichang
Le métro de Yichang (chinois simplifié : 宜昌轨道交通 ; chinois traditionnel : 宜昌軌道交通 ; pinyin : Yíchāng guǐdào jiāotōng) est un système de métro prévu à Yichang, dans la province du Hubei en Chine centrale. Le réseau comprendra 3 lignes .

## Lignes

### Ligne 1
La ligne 1 est une ligne allant de la gare routière de Yiling dans le district de Yiling via le district de Xiling à Gongsheng dans le district de Wujiagang.

### Ligne 2
La ligne 2 est une ligne reliant Gongtong Road (E) dans le district de Wujiagang via la gare de Yichang East, l'aéroport de Yichang Sanxia, le district de Xiaoting à Baiyang et il est prévu d'étendre la ligne jusqu'à Zhijiang à l'avenir.

### Ligne 3
La ligne 3 reliant la gare routière de Yiling dans le district de Yiling à la gare de Yichang South dans le district de Dianjun. Un transfert sera possible pour rejoindre la ligne 1 sur Yiling Square dans le district de Xiling.

### Carte du métro comme planifié

Carte du métro comme planifié (2013).